# Eugen Bleuler
Paul Eugen Bleuler (1857-1939) var en schweizisk psykiater. Han er kendt for sit bidrag til psykiatriens historie. Han bidrog ikke mindst til forståelsen af psykopatologi og er ophavsmand til begreber som skizofreni, autisme og dybdepsykologi.

## Værker
- Bleuler E. (1924). Textbook of Psychiatry. New York: Macmillan.